# اوبندون‌کش
آبندانکش با نام رسمی آب‌ بندان کش به انگلیسی  ab bandan kash (ترکیبی از دو کلمه ی آبَندان+کَش به معنی روستایی که در کنار آبندان واقع شده است) روستایی که در کنار آبندان تاریخی واقع شده است، در بخش مرکزی شهرستان ساری استان مازندران
است. گمان های تاریخی بر این است که این روستا قبلا مرکز یک شهر (بخاطر وجود آبندان تاریخی) بوده است و دارای قدمت 2000 ساله است، همچنین کوزه ها و آثاری از آن موقع کشف شده است.  این روستا دارای اماکن تاریخی با قدمت 300 سال است.

## جمعیت
این روستا در دهستان میان‌دورود کوچک قرار داشته و براساس آخرین سرشماری مرکز آمار ایران که در سال ۱۳۹۵ صورت گرفته، جمعیت آن ۶۱۷نفر (۲۱۵خانوار) بوده است.
هم اکنون جمعیت این روستا افزایش پیدا کرده و همچنین مهاجرت به روستا بیشتر شده که جمعیت آن بین ١٠٠٠ تا ١١٠٠ نفر تخمین زده می شود. 

## شهرت روستا
روستای آبندانکش، معروف به بام شهر ساری است. از تپه های بلند روستا، می توان به منظره ی وسیع و جامعی از شهر ساری دسترسی داشت. 
همچنین روستا دارای یک سد تاریخی به طول تاج 700 متر و ارتفاع 8 متر است(این مورد کمتر به گوش ها آشناست). که در قسمت جاذبه های گردشگری و بخش آبندان همین مقاله، در مورد بقایای این سد ذکر شده است.

## اقتصاد روستا
عمده‌ی اقتصاد روستا، بر کشاورزی و کشت برنج و گندم و مرکبات استوار است. همچنین فروشندگان محلی، محصولات سنتی را در روستا می فروشند. 

## جاذبهٔ گردشگری
آب بندان
این آب بندان دارای قدمت تاریخی(از بقایای سد تاریخی روستا)است. به‌طوری که در گذشته برای تأمین آب روستاهای اطراف نیز از آن استفاده می‌شد.
امروزه جزء مناطق گردشگری این روستا به‌شمار می‌رود و گردشگران از آن به خوبی استقبال می‌کنند.
|تصویر=
پارک جنگلی
این پارک جنگلی معروف به "اولین پارک جنگلی روستایی در ایران" است. 
پارک جنگلی این روستا، که همجوار با تپهٔ این روستا است، یکی دیگر از مناطق جذاب و گردشگری است. محیطی گرم و خانوادگی را داراست و دارای یک زمین ورزشی با امکان بازی فوتبال و والیبال است. از آنجا که این پارک در بلندی روستا واقع شده، منظرهٔ آب بندان و شهر ساری و تپهٔ مرمت از این مکان قابل رؤیت است.
|تصویر=
حمام قدیمی
این حمام نیز جزء آثار تاریخی به شمار می‌رود، در گذشته یکی از اهالی محل به عنوان مسئول آن را اداره می‌کرد. این حمام متعلق به اهالی روستا بود و جزء اموال شخصی نبوده است.
هم اکنون این حمام غیر فعال است و به عنوان آثار جذاب گردشگری به شمار می‌رود.
|تصویر=

## سوغات
از محصولات این روستا که مورد توجه گردشگران نیز هست می‌توان به:
نان محلی کشتاک(این نان، یک نان سنتی پر طرفدار است و از مناطق اطراف برای خرید این نان به روستا می آیند)، مرکبات(پرتقال، نارنگی و...)، برنج، مربا های محلی، ترشی های محلی، آب نارنج، آب بهار و... نام برد. این محصولات را می توانید فروشندگان محلی خریداری کنید. 
|تصویر=

## مسجد و هیئت مذهبی
مسجد صاحب الزمان و تکیه و سقا خانهٔ تاریخی حضرت ابوالفضل العباس
این مسجد، مسجد اصلی و تنها مسجد روستا به شمار می‌رود.
در جوار این مسجد تکیهٔ حضرت ابوالفضل العباس و همینطور سقاخانه (دارای قدمت تاریخی) وجود دارد. 
|تصویر=مسجد آبندانکش.jpg
 پایگاه مقاومت بسیج 
پایگاه مقاومت بسیج روستا، در کنار خانه عالم واقع شده است. بنای این پایگاه قدیمی است و کاربردی ندارد.
 خانه عالم 
خانه عالم، خانه ی فرهنگی روستا است. همچنین در صورتی که روحانی روستا خانه نداشته باشد، در این محل اسکان می‌گیرد. 
هم اکنون این بنا در روستا در دست ساخت است. 
هیئت روستای آبندانکش
با نام رسمی «هیئت محبین ابوالفضل العباس روستای آبندانکش» در روستای آبندانکش فعالیت می‌کند.
برنامه‌های این هیئت توسط جوانان و نوجوانان روستا مدیریت و اجرا می‌شود.
در ماه محرم:
عزاداری تاسوعا و عاشورا و مراسم علم گردش (در هفتمین روز محرم) از فعالیت‌های مداوم سالانهٔ این هیئت است. از سنت های قدیمی که روستا و روستاهای همجوار(نقارچی محله و آسیابسر) در عزاداری هایشان دارند، دسته روی در روز 7 ام محرم، در تمام نقاط مسکونی روستا است. تاسوعا(9 محرم) و عاشورا(10 محرم) تا آرامگاه چشمه سر است. همچنین مراسم شام غریبان و قوم بنی اسد هم هر ساله در ماه محرم برگزار می گردد. 
در ماه رمضان:
مراسم های افطار دهی در ماه رمضان در روستا برگزار می گردد، همچنین مراسم شب های قرآنی با حضور بزرگان و جوانان و نوجوانان محل، دایر است.
|تصویر=

## مدرسه ی شهید حقانی
مدرسه ی شهید حقانی روستای آبندانکش که برای دوره های اول(اول و دوم و سوم) و دوم(چهارم و پنجم و ششم) ساری، یکی از نهاد های فرهنگی فعال و مهم روستا است که در طی سال های متمادی جزء مدارس نمونه ی ابتدائی ساری شده است.
اين مدرسه با مدیریت فعلی(سید اسماعیل مهدوی) به بالاترین سطح خود از ابتدای تأسیس رسیده است.
این مدرسه از تمام امکانات آموزشی و بهداشتی  برخوردار است. 